# Brdo (gmina Donji Vakuf)
Brdo – wieś w Bośni i Hercegowinie, w Federacji Bośni i Hercegowiny, w kantonie środkowobośniackim, w gminie Donji Vakuf. W 2013 roku liczyła 2 mieszkańców – Boszniaków.